# Khí Bose
 Khí Bose lí tưởng là một trạng thái vật chất ở tầm cơ học lượng tử, tương tự như khí lý tưởng cổ điển. Khí Bose gồm các boson, là một loại hạt cơ bản có spin là số nguyên và tuân theo Ngưng tụ Bose - Einstein. Cơ học thống kê của boson ban đầu được phát triển bởi nhà vật lí Satyendra Nath Bose cho khí photon và được mở rộng cho các hạt có khối lượng nghỉ bởi Albert Einstein, người đã nhận ra rằng khí Bose có thể hoá lỏng ở nhiệt độ đủ thấp, không giống như khí lí tưởng. Hiện tượng ngưng tụ này được gọi là Ngưng tụ Bose-Einstein.